# Wieczny student 3
Wieczny student 3 (ang. Van Wilder: Freshman Year) – amerykańska komedia filmowa z 2009 w reżyserii Harveya Glazera według scenariusza Todda McCullougha.  
Jest prequelem filmów: Wieczny student (2002) i Wieczny student 2 (2006). Główne role w filmie zagrali Jonathan Bennett i Kristin Cavallari.

## Fabuła
Akcja ponownie, jak w poprzednich częściach, rozgrywa się w amerykańskim college'u. Van Wilder (Jonathan Bennet) kończy liceum i udaje się na alma mater swojego ojca. Rozpoczyna pierwszy rok studiów na Coolidge College. Okazuje się jednak, że uczelnia nie jest pełna imprez, a zamieniła się w szkołę wojskową. Jej dziekanem jest Dean Reardon, który nienawidzi Wildera Seniora i stara się uprzykrzać życie jego synowi.
Współlokatorami Vana Wildera zostają narkoman Farley oraz Yu, stereotypowy chiński student z wymiany. Van Vilder zakochuje się w Kaitlin Hayes, dziewczynie swojego rywala – Dirka Arnolda.

## Obsada
- Jonathan Bennet jako Van Wilder
- Kristin Cavallari jako Kaitlin Hayes
- Linden Ashby jako Vance Wilder Sr.
- Kurt Fuller jako Dean Charles Reardon
- Steve Talley jako Lt. Dirk Arnold
- Nestor Aaron Absera jako Farley
- Nick Nicotera jako Corporal Benedict
- Jerry Shea jako Yu Dum Fok
- Meredith Giangrande jako Eve
- Irene Keng jako Dongmei
- Brett Rice jako Sergeant Hayes
- Jasmine Burke jako Molly

## Odbiór
W agregatorze ocen Metacritic otrzymał 26 punktów na 100 możliwych, na podstawie 24 recenzji.
Perri Nemiroff w recenzji na łamach CinemaBlend negatywnie ocenia, zarówno scenariusz, jak i grę aktorską. Stwierdza, że fabuła jest powtórką z pierwszej części, a gra aktorów jest drewniana, podkreślając, że choć Kristin Cavallari jest zabawna w reality show, w tym filmie wygląda, jakby wzięto jest z koła teatralnego, aby wypełnić wakat w szkolnym przedstawieniu. Filmowi wystawiła najniższą możliwą ocenę – 1/5. Alex Diamond, w recenzji na łamach Pop Entertainment, stwierdził, że poprzednie dwa filmy były złe, ale miałe dobre momenty. Trzeci jest po prostu zły: głupi, absurdalny i bez smaku.